# Metrichia disparilis
Metrichia disparilis är en nattsländeart som först beskrevs av Oliver S. Flint Jr. 1983.  Metrichia disparilis ingår i släktet Metrichia och familjen smånattsländor. Inga underarter finns listade i Catalogue of Life.